# Vergemoli
Vergemoli es una fracción del municipio italiano de Fabbriche di Vergemoli en la provincia de Lucca, región de Toscana, con 339 habitantes.
Fue un municipio autónomo hasta el 1 de enero de 2014, fecha en la que se fusionó con Fabbriche di Vallico para formar el municipio de Fabbriche di Vergemoli.

## Evolución demográfica
| Gráfica de evolución demográfica de Vergemoli entre 1861 y 2001 |
|                                                                 |
| Fuente ISTAT - Elaboración gráfica por parte de Wikipedia       |